# Татарский театр драмы и комедии имени Карима Тинчурина
Татарский государственный театр драмы и комедии имени Карима Тинчурина (тат. Кәрим Тинчурин исемендәге Татар дәүләт драма һәм комедия театры) — татарский театр в Казани. Основан в 1933 году, до 1988 года имел статус Передвижного театра.

## История
Театр был образован в 1933 году. В первые годы своего существования являлся филиалом Татарского государственного академического театра. Первый спектакль состоялся 6 ноября 1933 года в селе Шали Пестречинского района (комедия «Семья деда Булата» Карима Тинчурина и Кави Наджми). С этого дня начались постоянные гастроли труппы. В это время в театре начали работать такие выдающиеся артисты Академического театра, как З. Закиров, Гульсум Болгарская, Х. Исмагилов, А. Ягудин, М. Рахматуллина, Г. Гиматов и другие. В репертуаре этого периода были следующие спектакли: Ф. Сайфи-Казанлы «Голубое поле» (режиссер: Г. Ильясов), К. Тинчурин, К. Наджми «Семья деда Булата» (режиссер: Г. Ильясов), А. Зулькарнай «Сердце степи» (режиссёр: М. Ильдар), М. Ильдар «Две системы».

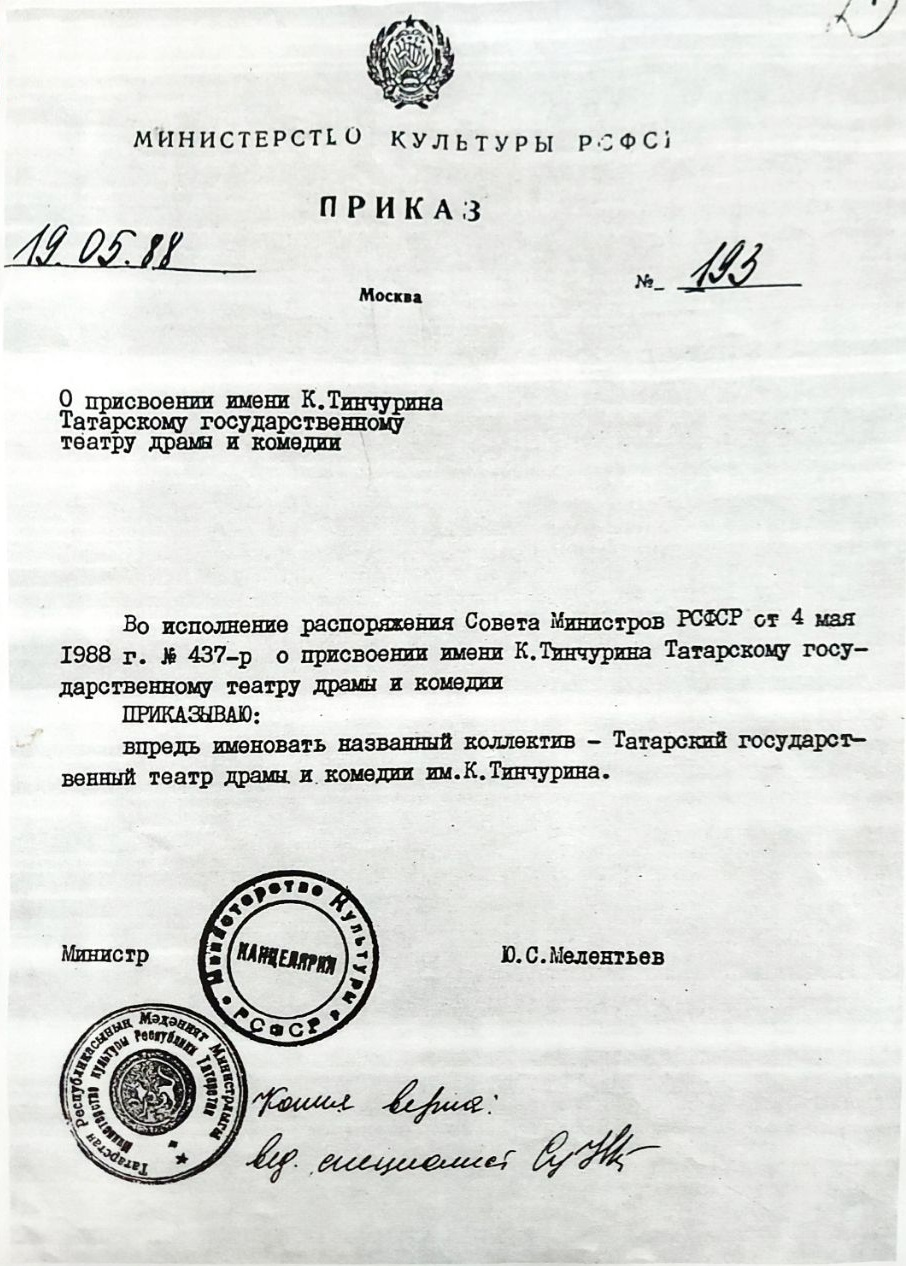
Приказ о присвоении театру имени Карима Тинчурина

В годы Великой Отечественной войны (с октября 1942 по октябрь 1944 года) театр действовал как филиал Татарского академического театра в городе Буинске. Позднее он получил статус республиканского татарского передвижного театра. Художественным руководителем театра был А. Г. Мазитов, в труппу входили А. Ахметзянова, Б. Д. Галиуллина, Г. М. Гиматов, Х. Исмагилов, З. Г. Камалова, С. Сагитова, М. Рахматуллина, С. Хуснутдинова и другие. В 1944 году передвижной театр был переведён в Казань. Он располагался в Спасской башне Казанского кремля. В 1986 году, когда театр имени Камала переехал в новое здание, он стал владельцем сохранившегося от него здания на улице Горького. В 1988 году театру было присвоено имя Карима Тинчурина. В 2005—2010 годах из-за длительной реставрации театр вновь остался без здания. 14 мая 2010 года, после реставрации здания театра, театр вернулся в своё первоначальное здание.

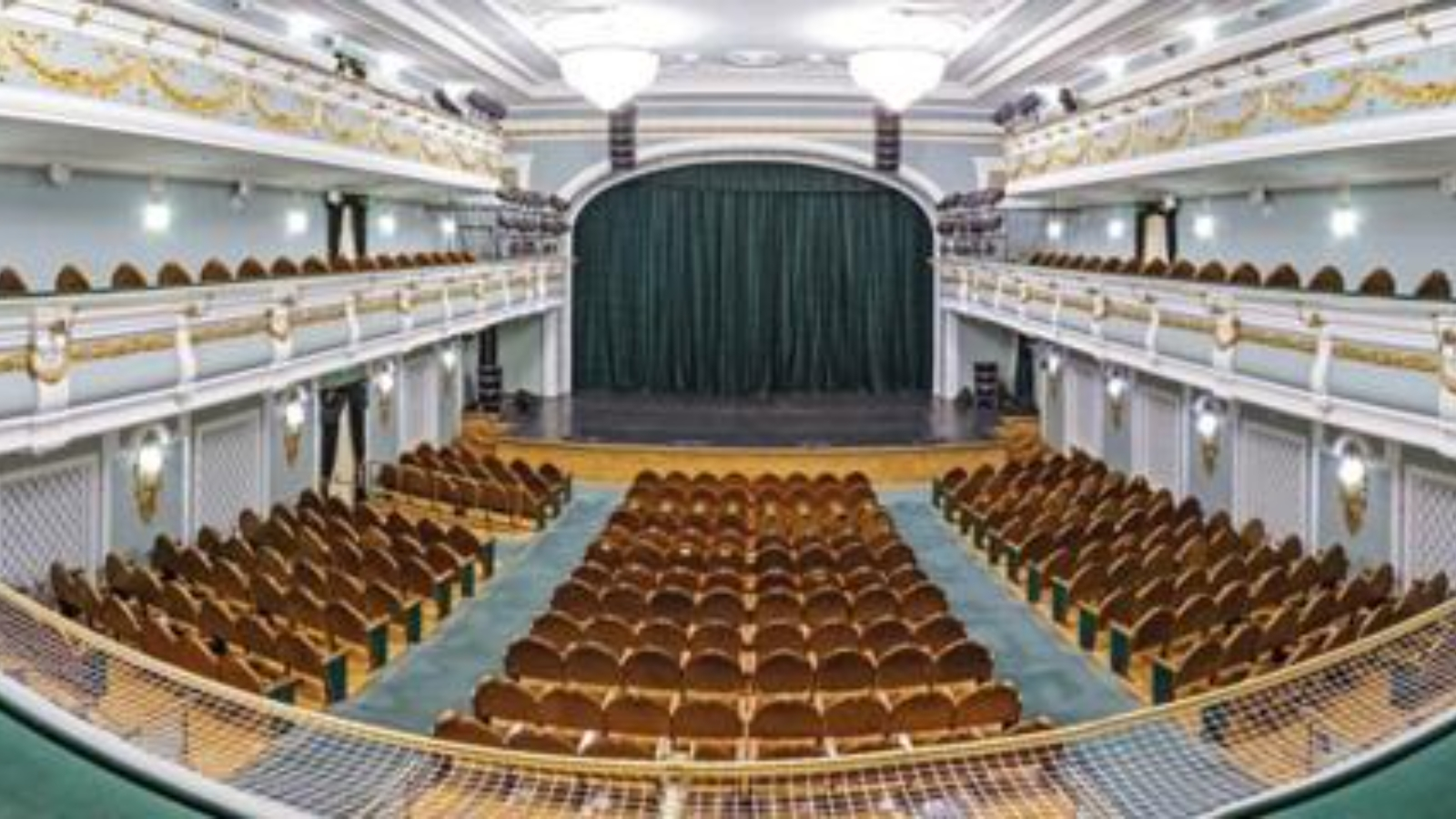
Зрительный зал в 2020 году

### Главные режиссёры
- 1933 - 1937 — Г. Ильясов
- 1937 - 1946 — А. Мазитов
- 1946 - 1948 — Г. Юсупов
- 1948 - 1949 — С. Валеев
- 1950 - 1956 — С. Валеев-Сулва
- 1956 - 1962 — К. Тумашева
- 1963 - 1985 — Р. Тумашев
- 1971 - 1975 — Рафкат Бикчентаев
- 1985 - 1988 — Рабит Батулла
- 1988 - 1991 — Дамир Сиразиев
- 1991 - 2019 — Рашид Загидуллин[3]
- 2019 - 2021 — без главного режиссера
- 2021 - 2025 — Туфан Имаметдинов
- с 2025 — Айдар Заббаров